# Nincs mese
A TökÉretlenek vagy Nincs mese (eredeti cím: Unfabulous) egy amerikai tévésorozat, amelyet Sue Rose készített a Nickelodeon számára 2004-ben. A műsorban Julia Roberts unokahúga, Emma Roberts játssza a főszereplő lányt. Az epizódok az ő életébe nyújtanak betekintést, ahogy két legjobb barátjával keverednek különféle kalandokba az iskolájukban és azon kívül. A főszereplő, mint ahogy a cím is mutatja, eléggé népszerűtlen, hétköznapi. A műsor a Nickelodeon egyik legnépszerűbb élőszereplős sorozatának számított, 3 évadot élt meg 41 epizóddal. 30 perces egy epizód. Magyarországon 2010-ben vetítette a magyar Nickelodeon. Amerikában 2004. november 8.-tól 2007. december 16.-ig sugározták. Készült egy tévéfilm is, The Perfect Moment címmel. Videójáték is megjelent a sorozat alapján Gameboy Advance platformra, valamint egy CD is megjelent a műsorban hallható dalokból.